# Galagoides zanzibaricus
Galagoides zanzibaricus là một loài động vật có vú trong họ Galagidae, bộ Linh trưởng. Loài này được Matschie mô tả năm 1893.